# كلكة جار (مقاطعة ديواندرة)
كلكة جار (بالفارسية: کلکه جار) هي قرية تقع في قسم اوباتو (مقاطعة ديواندرة) في إيران. يقدر عدد سكانها بـ 108 نسمة بحسب إحصاء 2016.